# Język bine
Język bine, także: oriomo, pine – język papuaski używany w Prowincji Zachodniej w Papui-Nowej Gwinei, przez 2 tys. osób w dystrykcie Daru. Należy do rodziny języków trans-fly wschodnich.
Zapisywany alfabetem łacińskim.